# Любашівська багатопрофільна лікарня інтенсивного лікування
Любашівська багатопрофільна лікарня інтенсивного лікування — головна установа охорони здоров'я в Любашівській селищній громаді. Надає кваліфіковану цілодобову медичну допомогу жителям Подільського, Березівського районів Одеської області та прилеглих районів Миколаївської та Кіровоградської області. Специфікою роботи є надання екстреної допомоги постраждалим на автошляху «Київ — Одеса» М05.

## Історія
- 1884 року на території Любашівки з'являються перші медики — відкрито фельдшерський пункт.[1]
- В Любашівці 1905 року відкривається земська лікарня на 10 ліжок, де працює 2 лікаря.[1]
- В 1939 році функціонує у складі лікарні, окреме інфекційне відділення, лікарня має вже 25 ліжок, працюють амбулаторія, протималярійна станція та пологове відділення.
- В 1944 році на території школи № 1 існує шпиталь, що надає допомогу пораненим червоноармійцям. Померлих ховають поряд і зараз там споруджено меморіал загиблим у Великій Вітчізняній війні.
- Після визволення від окупантів (1944 р.) відкривається повноцінна районна лікарня.  Історія сучасного періода існування, з якого бере відлік лікарня, розпочинається з наказу № 1 від 1.04.1944 року за яким було відкрито лікарню з першим головним лікарем Білоус Зоєю Федорівною, одним лікарем, однією акушеркою і трьома медсестрами в колишньому панському будинку. Навколо амбулаторії (місцевість Винограднику, колишній маєток пана Краузе) розростається лікарняне містечко.  З 1944 по 1950 роки лікарня, яка поступово збільшувалась і розширювалась. Перші виклики у 1944-1950рр. обслуговувались гужовим транспортом - до штатного розпису лікарні входила посада кучера. У старому приміщенні було всього п'ять маленьких палат, туалет відсутній, води і світла не було. Опалення пічне,  кип'ятили шприци поруч з ліжками хворих. Потім з'явився фізкабінет, швидка допомога, а найголовніше — санпропускник і туалет.   З початку 1950-х років становище в охороні здоров’я дещо покращилось. В лікарні вже працювали 12 лікарів та 58 працівників середнього медичного персоналу, створено тринадцять фельдшерсько-акушерських пунктів, збільшилась кількість місць для стаціонарного лікування. 1960 позначився введенням в дію двоповерхового лікувального корпусу, харчоблоку, адміністративного корпусу лікарні, приміщення лабораторії, санепідемстанції. У 1964 році хірургічне й терапевтичне відділення справили новосілля.  Окремо розмістили інфекційне, пологове відділення, бухгалтерію.  У 1980 році в Любашівскому районі працювало 46 лікарів та 300 медпрацівників середнього складу. У 1981 році збудований та відкритий  чотирьохповерховий лікувальний корпус та трьохповерховий корпус поліклінічного відділення. У 2011 році відкритий кабінет комп'ютерної томографії. На території лікарні у 2013 році під головуванням Бурлаки Григорія Яковича та за допомогою небайдужих активних громадян Любашівської громади збудована каплиця Св. Пантелеймона.  У різні часи лікарню очолювали:
- Белоус Зоя Федорівна(1944-1945)
- Хомлак Олександр Авсентійович(1945-1950)
- Подурец Евгеній Сергійович(1950-1951)
- Шалолашвілі Павло Абрамович(1951-1953)
- Стахова Антоніна Костантинівна(1953-1958)
- Тараненко Олександр Федорович(1958-1960)
- Спектор Григорій Абрамович(1960-1961)
- Стахова Антоніна Костантинівна, заслужений лікар(1961-1984)
- Бурлака Григорій Якович, заслужений лікар(1984-2016)
- Марченко Юрий Володимирович(2016-2018)
- Фомін Дмитро Анатолійович(2018-по теперешній час)
- На даний час медична практика здійснюється на підставі наказу Міністерства охорони здоров'я України № 483 від 28.02.2019 року. 06.05.21 року лікарнею укладений договір про надання медичних послуг з Національною службою здоров’я Украіни. З 2020 року лікарня введена до переліку опорних лікарень Одеської області та взяла участь у проекті «Велике будівництво».

## Структура
На сьогодні Любашівська центральна районна лікарня перетворена з 01.01.2019 року у комунальне некомерційне підприємство.  Територія лікарні займає 7,3 га, лікувальні відділення розміщені в 10 корпусах. Структура закладу складається з поліклінічного, багатопрофільного хірургічного, операційного блоку, багатопрофільного терапевтичного, неврологічного,  пологового, дитячого, інфекційного, відділення інтенсивної терапії, приймально діагностичного з emergency room, клінічної та бактеріологічної лабораторії, прозектури, харчоблоку, пральні, центрального стерилізаційного відділення.
Загальна чисельність 140 ліжко-місць.

## Напрямки діяльності на теперешній час
- надання екстреної допомоги постраждалим на автошляху «Київ — Одеса»
- цілодобове клінічне, лабораторне та інструментальне обстеження з залученням сучасних рентгенологічних, ультразвукових засобів діагностики
- сучасна багатопрофільна хірургічна допомога з залученням малоінвазивних методик та сучасної електро- та ультразвукової хірургії з напрямів: загальна та ендоскопічна хірургія, дитяча хірургія, онкохірургія та онкогінекологія, гінекологія, судинна хірургія, травматологія з ендопротезуванням, урологія, нейрохірургія, торакальна хірургія, лор хірургія.
- інтенсивна терапія різноманітних невідкладних станів
- надання допомоги пацієнтам з гострою церебро-кардіоваскулярною патологією
- пологи
- паліативна допомога
- неврологічна допомога
- терапевтична допомога
- ендокринологічна допомога
- кардіологічна допомога
- пульмонологічна допомога
- псіхіатрично-наркологічна допомога
- допомога хворим з інфекційними хворобами в тому числі хворим з гострим
респіраторним захворювання COVID 19
- реабілітація та відновлювальна терапія
- поліклінічна допомога